# Jedesmal
Jedesmal ist das dritte Solo-Album von Herwig Mitteregger. Es wurde 1987 unter dem Label CBS Records veröffentlicht. Musikalisch wird das Album, wie auch schon sein Vorgänger, den Genres Rockmusik und Pop zugerechnet. Mitteregger nahm sein neues Album im Studio Klangwerkstatt in Düsseldorf auf. Abgemischt wurde das Album im Londoner Maison Rouge Studio.

## Titelliste
| Nr. | Titel                     | Autor(en)      | Länge |
| --- | ------------------------- | -------------- | ----- |
| 1   | Blinder Passagier         | H. Mitteregger | 4:15  |
| 2   | Wunderland                | H. Mitteregger | 4:02  |
| 3   | Jedesmal                  | H. Mitteregger | 4:36  |
| 4   | Überall hin               | H.Mitteregger  | 5:38  |
| 5   | Tanz mich in den Schlaf   | H. Mitteregger | 3:33  |
| 6   | Wo                        | H. Mitteregger | 4:51  |
| 7   | So'n Abenteuer wie wir    | H. Mitteregger | 5:22  |
| 8   | Wie am ersten Tag         | H. Mitteregger | 5:40  |
| 9   | Blinder Passagier Reprise | H. Mitteregger | 4:24  |

## Besetzung
Musiker
- Herwig Mitteregger: Gesang, Schlagzeug, Keyboards, Gitarre, Bass
- Hans Steingen: Synthesizer-Bass, Keyboards
- Lutz Fahrenkrog-Petersen: Bass
- Alex Conti: Gitarre
- George Kockbeck: Synthesizer-Bass, Keyboards
- Bernd Schmidt: Gitarre
- Tom Cunningham, Joachim Gölz, Frank Turba, Renate Otta: Chor
- Frank Kirchner: Saxofon
- Graham Dickson: Toningenieur

Artwork
- Hüllengestaltung: Mike Schmidt (Ink Studios Düsseldorf)[7]
- Fotos: Dieter Eikelpoth †[7]
- Fotos Innencover: Jörg Fiala[7]